# 布雷根茨森林山脈

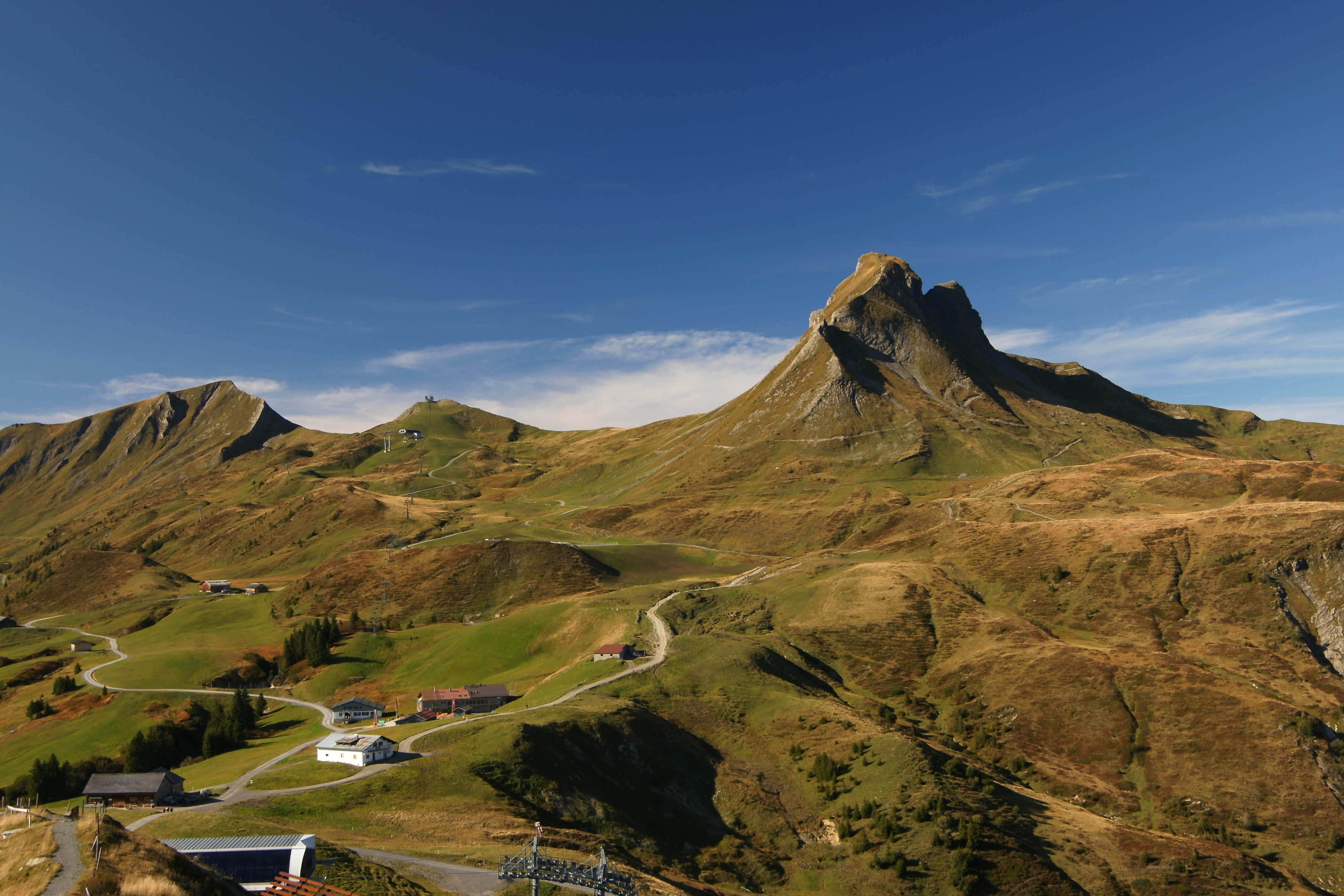

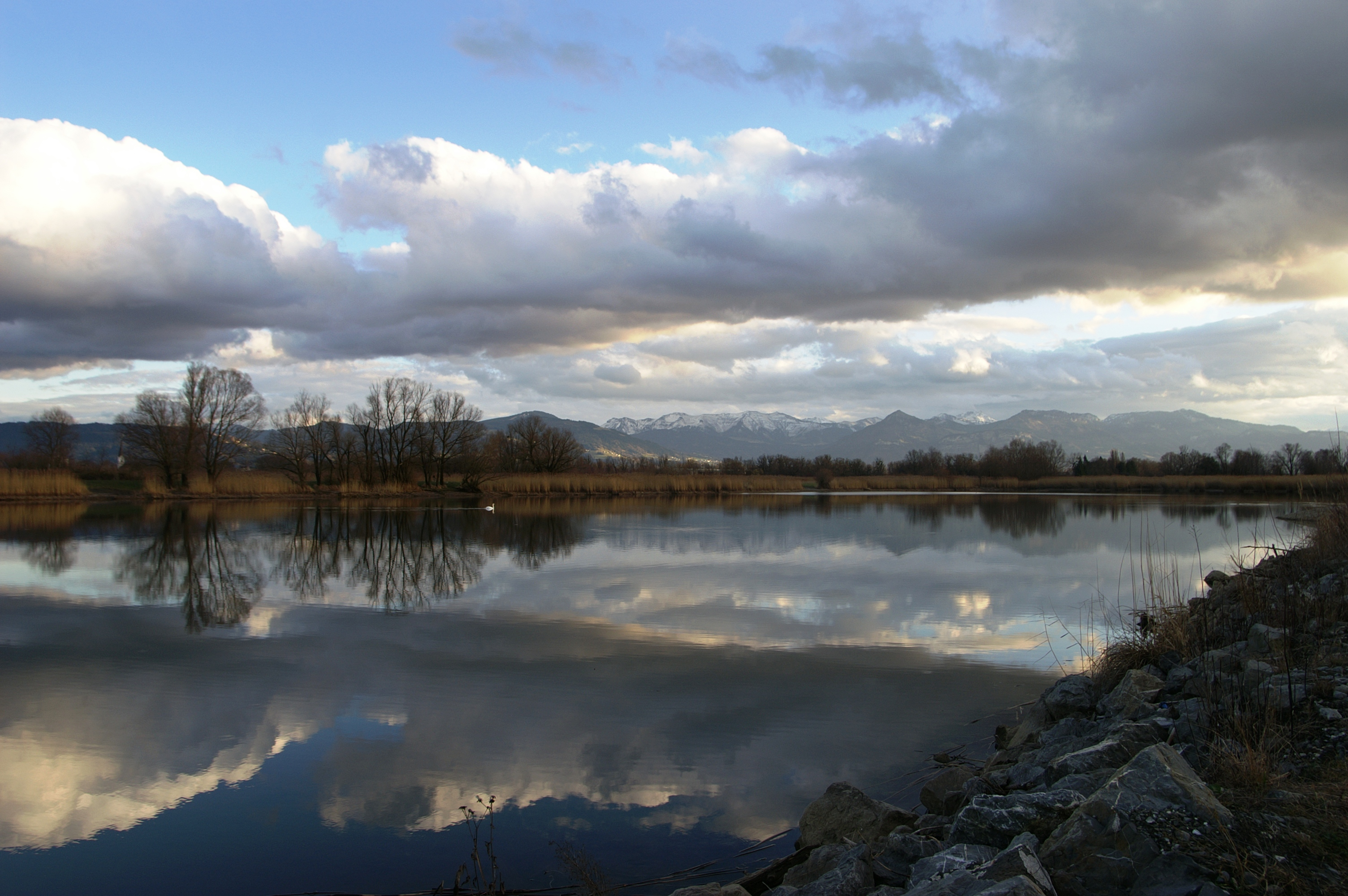

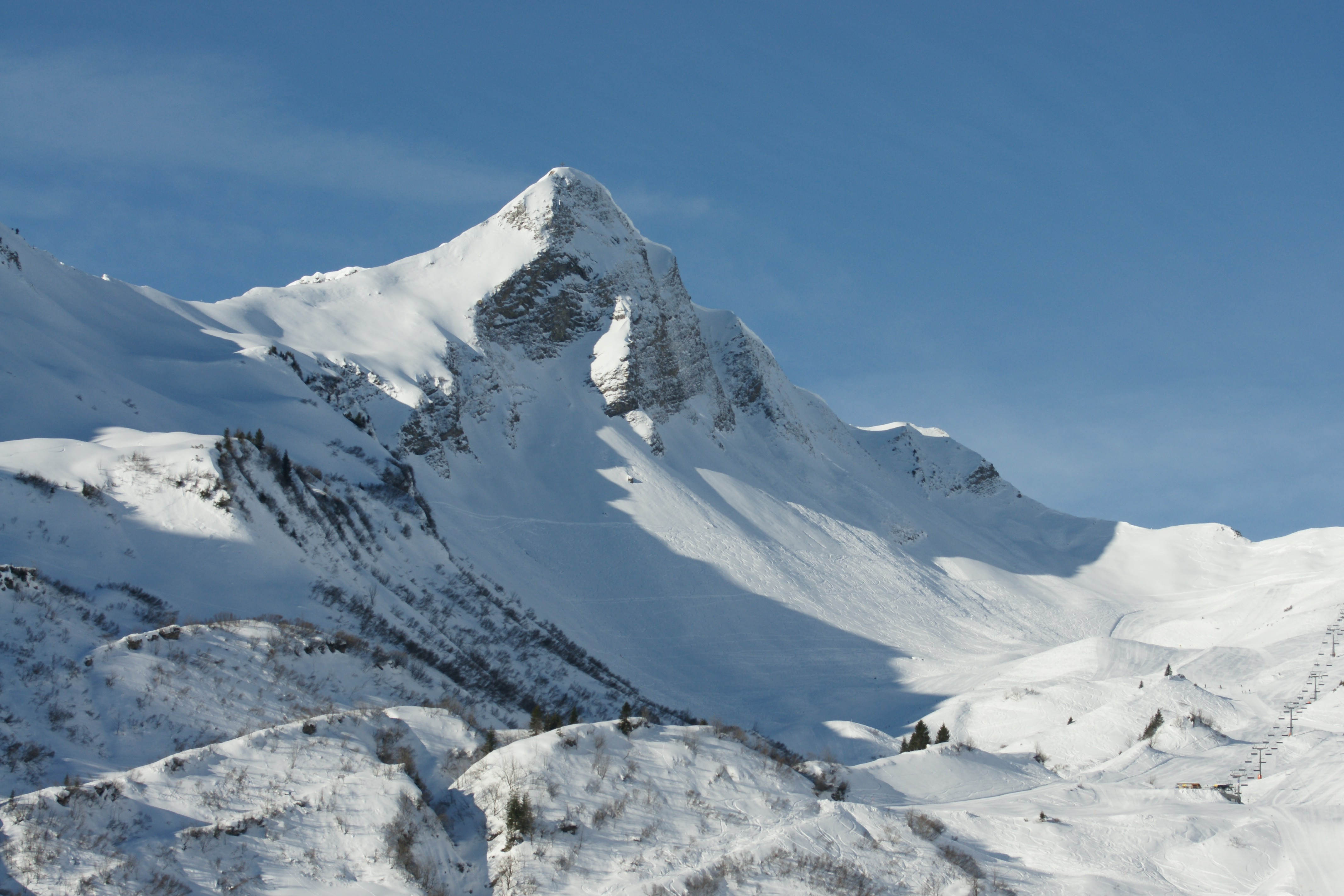

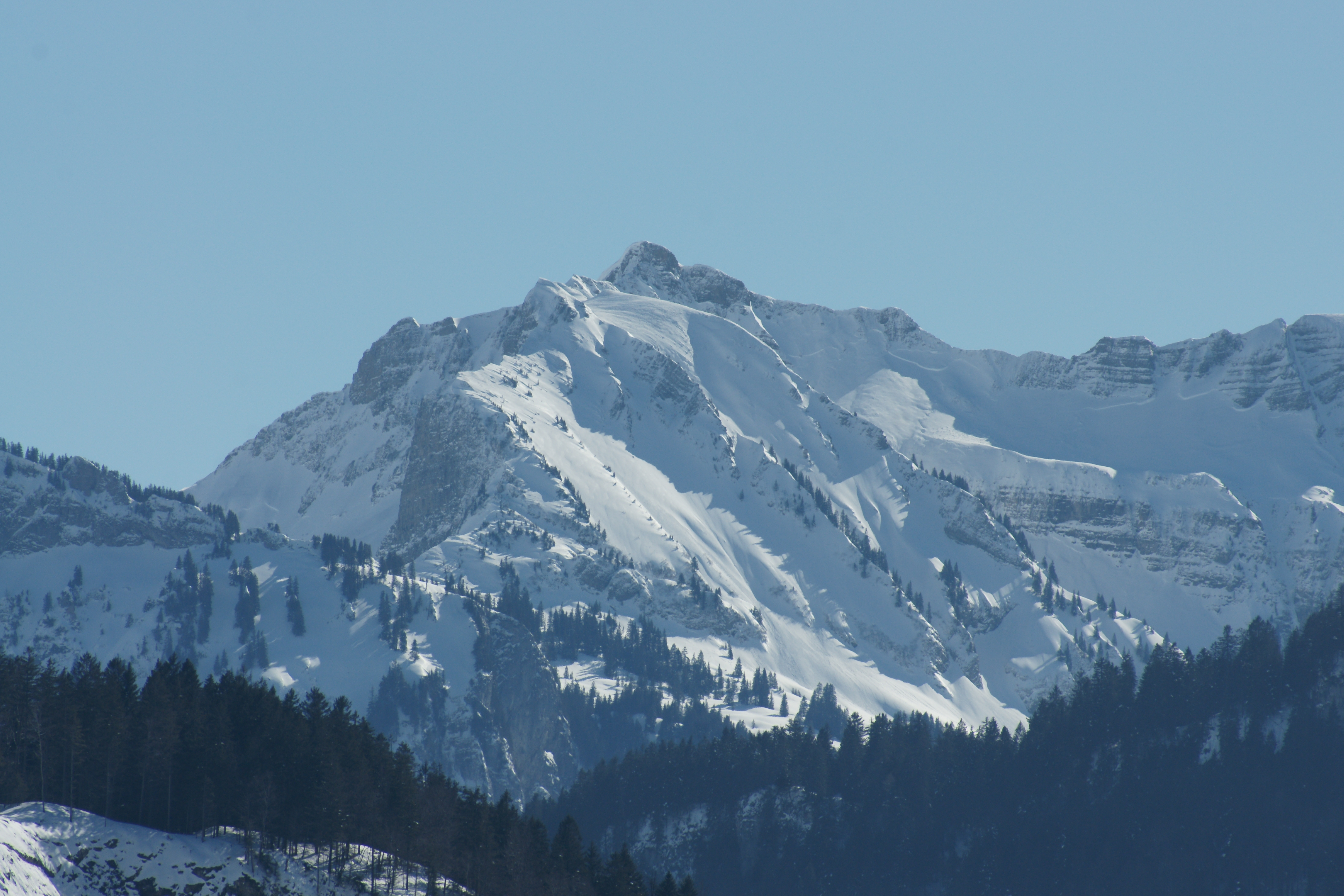

布雷根茨森林山脈（德語：Bregenzerwaldgebirge）是奧地利的山脈，是北石灰岩山脉的一部分，由福拉爾貝格州負責管轄，西面是阿彭策爾阿爾卑斯山脈，最高點海拔高度2,134米。

## 外部連結
- Umgrenzung des Bregenz Forest Mountainss （页面存档备份，存于） auf GeoFinder.ch